# São Pedro de Solis
São Pedro de Solis is een plaats (freguesia) in de Portugese gemeente Mértola en telt 318 inwoners (2001).